# Auroux
Auroux község Franciaország déli részén, Lozère megyében. 2011-ben 420 lakosa volt.

## Fekvése
Auroux a Margeride-hegység keleti előterében fekszik, Langogne-tól 15 km-re északnyugatra,  1000 méteres (a községterület 909-1271 méteres) tengerszint feletti magasságban, a Chapeauroux völgyében.
Nyugatról Grandrieu, északnyugatról Laval-Atger, északról Saint-Bonnet-de-Montauroux, északkeletről Fontanes, keletről Naussac, délkeletről Chastanier, délnyugatról pedig Saint-Jean-la-Fouillouse községekkel határos. A községhez tartozik a Naussaci-víztározó legészakabbi csücske is.
A községen keresztülhalad a Châteauneuf-de-Randont (20 km) Laval-Atger-rel (9 km) összekötő D988-as megyei út.
A községhez tartozik Le Sap, L’Herm, Les Salles, Fabrèges, Briges és Florac.

## Története
A falu a történelmi Gévaudan tartományhoz tartozott. A 12. században már vára volt, templomáról az első írásos említés 1265-ből származik. Napjainkban a legfontosabb gazdasági ágazat az idegenforgalom. 2005-ben a község 388 lakóházának 58%-át csak időszakosan lakták tulajdonosaik. A faluban működő idősek otthonát 1861-ben alapították.

### Demográfia
| Év   | Lakosság |
| ---- | -------- |
| 1793 | 1048     |
| 1851 | 1266     |
| 1876 | 1316     |
| 1901 | 1309     |
| 1936 | 965      |

| Év   | Lakosság |
| ---- | -------- |
| 1946 | 867      |
| 1954 | 685      |
| 1962 | 654      |
| 1968 | 561      |

| Év   | Lakosság |
| ---- | -------- |
| 1975 | 504      |
| 1982 | 438      |
| 1990 | 395      |
| 1999 | 380      |
| 2010 | 420      |

## Nevezetességei
- Temploma eredetileg a 11. században épült, 1870-ben helyreállították.
- A falu központjában álló 19. századi szökőkutat a Garonne-i Szűzanya szobra díszíti.[4]
- Soulages kastélya 1860-ban épült egy 13. századi vár helyén.
- A Fabrèges-kastély a 17. században épült. Elegáns kápolnáját Eugène Viollet-le-Duc tervezte.
- A Briges téren áll egy 16. században emelt kőkereszt.[5]
- Az első világháború áldozatainak emlékművét 1923-ban emelték.[6]
- Chapelle des Pénitents
- Herbouzac- és Parpaillon-kereszt

## Híres emberek
- A faluban nyaralt rendszeresen Pierre és Marie Curie.

## Kapcsolódó szócikk
- Lozère megye községei